# فيكتوريا مورات
فيكتوريا مورات (بالإسبانية: Victoria Maurette)‏ ممثلة، فنانة، ملحنة و كاتبة غنائية أرجنتينية ولدت في 30 جويلية 1982.

## مواضيع ذات علاقة
- رودريغو دياز
- دافيد شوكارو
- سيباستيان رولي
- فريديريكو إيسوين
- دييغو سولدانو
- دييغو أوليفيرا
- كارلا بيترسون
- أندريا ديل بوكا

## روابط خارجية
- فيكتوريا مورات على موقع IMDb (الإنجليزية)
- فيكتوريا مورات على موقع ألو سيني (الفرنسية)
- فيكتوريا مورات على موقع ميوزك برينز (الإنجليزية)
- فيكتوريا مورات على موقع أول موفي (الإنجليزية)
- فيكتوريا مورات على موقع أول ميوزيك (الإنجليزية)
- فيكتوريا مورات على موقع قاعدة بيانات الفيلم (الإنجليزية)
- فيكتوريا مورات على موقع كينوبويسك (الروسية)